# Glucosilceramida transferasa
La glucosilceramida transferasa (GlcT-1) és un enzim que s'integra en el metabolisme dels esfingolípids. Intervé en aquest en la transferència d'una molècula de glucosa per a la glicosilació de la ceramida (acilesfingosina), el que dona lloc als compostos glicolipídics denominats cerebròsids.
En ser un enzim que compleix la seva funció com a proteïna integral de l'aparell de Golgi, per a les seves funcions sol servir-se també de l'acció d'una flipasa.
Es va provar la seva existència i actuació el 1968, però la major part d'estudis sobre aquesta proteïna només han arribat a partir de 1995. La dificultat en l'estudi d'aquesta proteïna es deriva del seu caràcter altament hidròfob i en el fet que s'expressa en molt petites quantitats.

## Les ceramides i la formació d'esfingolípids
Les ceramides són una de les famílies en què es divideixen els lípids. Una ceramida es compon d'un àcid gras unit mitjançant un enllaç amida a una esfingosina, un alcohol insaturat de 18 carbonis. És la molècula base dels esfingolípids, molt abundants en la bicapa lipídica de les membranes cel·lulars.
Dins dels esfingolípids cal destacar l'existència d'esfingomielines, que contenen fosfocolina o fosfoetanolamina com grups de cap polars, i de glicoesfingolípids, entre els quals cal distingir l'existència de glicolípids sense càrrega, les dues categories dels quals correspondrien a cerebròsids i globòsids, i finalment els gangliòsids, amb una estructura de sucres més complexa.
Per la seva banda, els glicoesfingolípids sense càrrega a pH fisiològic, abundants en la cara externa de la membrana cel·lular, posseeixen grups de cap amb un o més glícids enllaçats al grup OOH del carboni 1 de la ceramida. A dins hi ha cerebròsids que tenen un monoglícid unit a la ceramida. D'entre aquests, els units a galactosa són característics de la membrana plasmàtica de les cèl·lules del teixit nerviós. Per la seva banda, els units a glucosa són més abundants en altres tipus de teixits no neurals.
La glucosilceramida transferasa intervé, com s'ha dit, en la glicosilació de la ceramida per obtenir glucosilceramida (GlsCer), un glicoesfingolípid cerebròsid amb una molècula de glucosa, que actua com precursor de glicolípids més complexos.
Els esfingolípids de membrana no tenen únicament una funció estructural, com tradicionalment s'havia pensat. Recentment s'han descobert que tant la ceramida com l'esfingomielina són potents reguladors de l'activitat proteica de les quinases, i que els derivats de la ceramida són relacionats amb la regulació de la divisió cel·lular, diferenciació, migració i mort cel·lular programada (apoptosi).

## Reacció catalitzada
La biosíntesis dels esfingolípids es fa en quatre fases: 
1. Síntesis de la esfinganina, des del palmitoil-CoA i la serina,
2. Addició d'un àcid gras en enllaç amida per a obtenir N-acilesfinganina,
3. Desaturació de l'esfinganina per a l'obtenció de N-acilesfingosina (ceramida), i
4. Addició d'un grup de cap per a produir un cerebròsid o una esfingomielina.

En aquesta última fase intervé la glucosilceramida transferasa. La via de síntesi és semblant a la dels glicerofosfolípids, ja que el NADPH subministra igualment poder reductor. En el cas dels cerebròsids, el glícid del grup de cap s'afegeix directament al grup hidroxil del carboni 1 de la ceramida, normalment mitjançant un enllaç glicosídic. El donant del glícid és un UDP-monoglícid (UDP-glucosa o UDP-galactosa).
La glucosilceramida transferasa participa en la reacció per la qual concretament la UDP-glucosa cedeix aquest últim glícid a la ceramida per a la formació del cerebròsid resultant, catalitzant aquesta reacció en la seva condició d'enzim transferasa.
La glucosilceramida transferasa s'ha considerat tradicionalment com una proteïna integral de membrana, de tipus III, resident en la part cis i medial de l'aparell de Golgi, si bé alguns autors suggereixen la seva associació amb altres pèptids en heterodímers o heteroligòmers, que podrien coadjuvar significativament en la seva funció típica.
Aquesta associació ha estat suggerida com a conseqüència dels resultats experimentals derivats de la sintetització d'ADN complementari (cDNA) d'aquesta proteïna a partir de la línia cel·lular mutant, enzim-deficient, GM-95, pròpia de determinats melanomes. Aquests experiments han localitzat GlcT-1 no únicament en l'aparell de Golgi, sinó també en algunes zones del reticle endoplasmàtic perinuclear, cosa que pot suggerir que la Glucosilceramida transferasa pot regular la quantitat de ceramida generada en aquestes membranes, segons aquests autors.
En qualsevol cas, la glicosilació de la ceramida amb glucosa té lloc a la cara citosòlica del Golgi, a diferència dels processos d'addició de galactosa que tenen lloc en la cara luminal de dit orgànul. Aquest motiu, juntament amb l'apreciació que la seqüència d'aminoàcids de la GlcT-1 no mostra homología amb la de la Galactosilceramida transferasa, sembla indicar diferents orígens evolutius per a aquests enzims.

## Importància de la GlcT-1 en determinats processos biològics humans
La importància de la Glucosilceramida transferasa en determinats processos biològics s'ha posat clarament de manifest pels estudis publicats el darrer lustre de la dècada del 2000. En moltes ocasions, els nous descobriments han aparellat conseqüències pràctiques per a orientar determinats tractaments mèdics. S'ha investigat àmpliament la possibilitat que la ceramida tingui efectes proapoptòtics i reguladors, per tant, de l'expressió cel·lular. La comprensió d'aquest fenomen ha estat ben establerta en condicions experimentals, a partir de l'aïllament d'un GlcT-1 homòleg de la mosca Drosophila melanogaster i la seva expressió en cèl·lules deficients en nivells de glicoesfingolípids. Les experimentacions d'interferència de RNA demostren que la pèrdua de la funció catalítica del GlcT-1 posa en marxa processos apoptòtics. Inversament, la seva actuació impedeix dits processos, la qual cosa suggereix que la ceramida juga un rol essencial en la regulació de l'apoptosi i la supervivència cel·lular. l'esfingosina-1-fosfat sembla tenir un paper igualment important dintre d'aquest procés metabòlic.
En el cas d'humans, s'han realitzat constatacions semblants en el cas de pacients amb processos neoplàsics,
amb la qual cosa el nivell d'aquest lípid seria rellevant per a avaluar la quimiorresistència en determinades malalties neoproliferatives com la leucèmia, el neuroepitelioma,
el melanoma o el càncer de mama.
En els estudis efectuats sembla constatar-se que, en certs casos en què durant un tractament de quimioteràpia es produeixen reaccions de quimiorresistència, pot detectar-se una forta incidència d'alta activitat de Glucosilceramida transferasa i de vegades també d'Esfingomielina sintasa.
La Glucosilceramida transferasa, per tant, participa en la regulació dels nivells cel·lulars de ceramida, a través dels processos de glicosilació i, indirectament, en el manteniment dels processos de mort i supervivència cel·lular.

## Inhibició de l'activitat de la GlcT-1
Donada la intervenció de la Glucosilceramida transferasa en els processos biològics anteriorment esmentats, així com l'existència de patologies relacionades amb el dèficit en l'eliminació de determinats glicolípids (p. ex. la Malaltia de Gaucher), la GlcT-1 pot ser considerada com una diana terapèutica en alguns tractaments mèdics, havent-se considerat l'existència de diferents agents inhibidors.
Entre aquests agents inhibidors destaca el (D-treo)-1-fenil-2-decanoilamino-3-morfolino-1-propanol, que ha demostrat eficaçment la reducció dels nivells de GlcT-1 en cèl·lules humanes (no amb la mateixa seguretat en cèl·lules animals).
És destacable que en el cas de l'enantiòmer de la molècula anterior, el (L-treo)-1-fenil-2-decanoilamino-3-morfolino-1-propanol, s'ha constatat un efecte contrari, amb increment funcional de la producció de GlcCer. Això sembla apuntalar la funció reguladora que aquests enzims poden jugar en un moment donat en la producció de glicolípids.

## Determinació de la presència i activitat de la GlcT-1
Fins a èpoques recents aquest enzim només podia ser quantificat en termes d'activitat. El desenvolupament de tècniques d'anticossos ha permès el reconeixement d'aquest polipèptid i ha estat possible l'estimació de la seva massa i activitat enzimática.

### Mètodes analítics
- Assajos d'activitat enzimática: S'inclouen aquí experiments amb incubació de mostres de proteïna amb UDP-glucosa marcada amb isòtops radioactius o amb derivats fluorescents de la ceramida. En aquest tipus d'experiments, els lípids són extrets i la Glucosilceramida formada se separa de la ceramida mitjançant cromatografia de capa fina. Alternativament, pot emprar-se la immobilització de la ceramida en gotes de gel de sílice, amb seperació posterior mitjançant centrifugació o filtrat de les gotes.
- Assajos d'activitat enzimática utilitzant C6-NBD-Cer (albúmina bovina): Mitjançant dissolució de l'albúmina en cloroform, assecat amb nitrogen i posterior redisolució, per a la seva utilització amb mostres de proteïna i anàlisi cromatogràfic.
- Mètodes amb anticossos: Derivats de conills immunitzats amb enzim de procedència humana. Permeten el reconeixement i assignació de pes molecular a la proteïna quan s'analitzen fraccions enriquides de Golgi o inmunoprecipitats.

### Mètodesin vivo
Recentment s'ha proposat un enfocament per a determinar l'activitat enzimàtica cel·lular de la Glucosilceramida transferasa "in vivo" utilitzant NBD-C6-ceramida fluorescent. El principi és bàsicament el mateix que l'apuntat en l'anterior punt referit als assajos d'activitat enzimàtica, ja que la separació de la Glucosilceramida de la ceramida ha d'efectuar-se mitjançant cromatografia de capa fina, a la qual segueix espectrofotrometria, que permet determinar la presència de Glucosilceramida produïda, en termes de pmol, per a aproximadament 50.000 cèl·lules o 1,0 mg. de teixit. Es tracta d'una tècnica d'elecció per a determinar el grau d'activitat en tumors subjectes a manipulació genètica o inhibició química.